# Athena IT-Group
Athena IT-Group er et dansk aktieselskab, der blev stiftet i 1995 af CEO Peter Kroul og leverer it-løsninger til erhvervslivet og det offentlige. Selskabet blev noteret på Nasdaq First North i 2007, der er en del af Københavns Fondsbørs OMX og har afdelinger i Odense, Haderslev og Taastrup.
Athena er en fusion af selskaberne:
- Athena Communications A/S
- Lura A/S (2006)
- CAD Solutions ApS (2006)
- Just R. Data Aps (2000)
- Athena Internet A/S
- more IT GmbH (2007)
- Munk Hosting (2007)
- SecureNetwork (2013)

Selskabet tilbyder bl.a. forskellige former for hosting, sikkerhedskopiering, samt udleje af hardware og software. Herudover udvikles der web-baserede systemer til kunde-specifikke formål.

## Historie
Athena blev grundlagt i 1995 af Peter Kroul (Jensen). På daværende tidspunkt var firmaet et enkeltmandsfirma og havde til huse på tredje sal i Bispegade 13, Haderslev. Dengang hed firmaet Athena Multimedia og beskæftigede sig primært med multimedie produktioner. I 1996 begyndte Athena at udføre EDB-, tele- og svagstrømsinstallationer hovedsageligt for den offentlige sektor. Senere på året begyndte Athena egen produktion af PC'er – Athena Computers – samt salg af hardware & software. I slutningen af 1996 blev Maj-Britt Skrubel Permien en del af virksomheden, og påtog sig rollen som blandt andet sælger og indkøber. Virksomheden blev omdannet til anpartsselskab og skiftede ved samme lejlighed navn til Athena Communications ApS.
I 1997 flyttede firmaet til større lokaler på Kulhavnsvej, Haderslev, og vandt sin første offentlige kontrakt i Aabenraa Kommune omfattende levering og installation af computersystemer til samtlige skoler i kommunen. I 1998 åbnede Athena sin internet afdeling og blev certificeret af Damgaard A/S (nuværende Microsoft Business Solutions) Concorde Systemcenter for at kunne tilbyde økonomiløsninger. Robert Schytt, uddannet dataingeniør, købte i efteråret 1998 andel i af virksomheden og fungerede som teknisk direktør de næste 10 år.
Ved udgangen af 1999 købte og renoverede Athena bygningen på Hirsevej 2, Haderslev som nyt domicil, og det var ligeledes dette år, virksomheden blev omdannet til aktieselskabet Athena Communications A/S. Athena opkøbte EDB firmaet Just R. Data ApS i Horsens i foråret 2000. Just R. Data beskæftigede sig primært med AutoCAD og beregningsprogrammer til byggebranchen. Virksomheden havde eksisteret siden 1979 og havde over 600 af landets rådgivende ingeniører og arkitekter som kunder. I løbet af sommeren dannede virksomheden selskabet Athena Vizion ApS, der var et full-service reklamebureau med fokus på digitale medier. 
Athenas Internet afdeling blev i 2001 skilt ud som selvstændigt selskab og vandt i 2004 sin første store EU-licitation om udviklingen af et Virtuelt Institut på Internettet til Termisk forskning i Europa. I starten af 2006 købte Athena firmaet Lura A/S CAD Solutions, der bl.a. var Autodesk Training Center og blev herved landsdækkende med nye kontorer i Næstved og Glostrup. Senere på året blev alle selskaber fusioneret i Athena IT-Group A/S.
Athena blev noteret på Nasdaq OMX, First North, en del af Københavns Fondsbørs OMX i Maj 2007. Forud for noteringen blev der gennemført en kontant rettet emission på 30 Millioner DKK. Måneden efter erhvervede Athena det tyske selskab more IT, Flensborg og realiserede dermed strategien om opkøb på det tyske marked. I slutningen af 2007 blev Munk Hosting A/S opkøbt for 60 mio. DKK. 
Som led i en fokuseringsstrategi blev ERP afdelingen i 2008 solgt fra til Robert Schytt og i slutningen af året flyttede Athena sit hovedsæde til et nyt domicil ved den jyske motorvej Vojens/Haderslev på adressen Søndergård Allé, 6500 Vojens.
Athena blev i 2018 solgt til Sentia Denmark A/S.